# 松井慶太
松井 慶太（まつい けいた、1984年7月9日 - ）は、日本の指揮者。2011年から2018年まで東京混声合唱団のコンダクター・イン・レジデンスを務めた。2025年4月よりオーケストラ・アンサンブル金沢のパーマネント・コンダクターを務める。

## 経歴
青森県八戸市生まれ。3歳からピアノ、15歳からオーボエを学び、16歳のときピアニストとしてポーランドのクラクフ交響楽団と共演した。
青森県立八戸北高等学校から、東京音楽大学指揮科に進み、汐澤安彦、広上淳一に師事。また、ピアノを島田玲子、宮原節子、オーボエを安原理喜、音楽理論を久田典子に師事。
2006年には、大韓民国で開催されたアジア・フィルハーモニック・オーケストラに参加し、チョン・ミョンフンに師事。2007年に東京音楽大学指揮科を卒業。同年にテレビドラマ版『のだめカンタービレ』の出演者への指揮指導を行い、「のだめオーケストラ」の公演の指揮をした。
2008年から2014年にかけて、NHK交響楽団の定期演奏会で、シャルル・デュトワ、チョン・ミョンフン、ファビオ・ルイージ、トゥガン・ソヒエフらの公演の合唱指揮者を務めた。
2023年にオーケストラ・アンサンブル金沢の第468回定期演奏会（ピアニスト岡田奏とトランペット奏者ラインホルト・フリードリヒ演奏によるドミートリイ・ショスタコーヴィチのピアノ協奏曲第1番 (ショスタコーヴィチ)を含むプログラム）に出演し、同オーケストラの定期演奏会にデビューした。
2024年3月には指揮者のアレクサンダー・リープライヒの代役として名古屋フィルハーモニー交響楽団の第521回定期演奏会に出演。公演まで１週間を切った急遽の依頼であったが、作曲家藤倉大のヴィオラ協奏曲（世界初演）を含むプログラムの変更は行わず、公演を終えた。2026年1月には、名古屋フィルハーモニー交響楽団の定期演奏会への再出演が決まっている。

## 受賞・ポスト歴
- 2009年 第15回 東京国際音楽コンクールにて入賞・奨励賞
- 2011年- 2018年 東京混声合唱団コンダクター・イン・レジデンス[3][7]
- 2015年 八戸ジュニア・オーケストラ音楽監督[8]
- 2022年 - 2024年 オーケストラ・アンサンブル金沢コンダクター[5][7]
- 2023年 - 2024年 東京音楽大学作曲指揮専攻（指揮）特任講師[5]
- 2025年 オーケストラ・アンサンブル金沢パーマネント・コンダクター、東京音楽大学作曲指揮専攻（指揮）特任教授

## ディスコグラフィー
- 2012年 クリスマス合唱名曲集:東京混声合唱団（EXTON）、水のいのち-東京混声合唱団 創立55周年記念(Fontec）
- 2016年 歌い継ぎたい日本の歌ライブ（Fontec）、渡辺宙明卆寿記念コンサートVol.1（スリーシェルズ）
- 2017年 渡辺宙明卆寿記念コンサートVol.3（スリーシェルズ）
- 2018年 伊福部昭 百年紀 Vol.5（スリーシェルズ）
- 2019年 芥川也寸志生誕90年メモリアルコンサート（スリーシェルズ）、2019年 佐藤勝音楽祭（スリーシェルズ）
- 2020年 小松左京音楽祭（スリーシェルズ）、渡辺岳夫音楽祭（スリーシェルズ）
- 2021年 鹿野草平: 交響曲第1番《2020》、よみがえる大地への前奏曲（スリーシェルズ）
- 2025年 The SUPER NOVA（スリーシェルズ）

## 指揮した交響楽団
松井は、海外ではプラハ交響楽団室内オーケストラなど、日本国内では東京シティ・フィルハーモニック管弦楽団、日本フィルハーモニー交響楽団、パシフィックフィルハーモニア東京、オーケストラ・アンサンブル金沢、九州交響楽団、京都市交響楽団、群馬交響楽団、札幌交響楽団、セントラル愛知交響楽団、仙台フィルハーモニー管弦楽団、名古屋フィルハーモニー交響楽団、関西フィルハーモニー管弦楽団、中部フィルハーモニー交響楽団、山形交響楽団、シエナ・ウインド・オーケストラ、東京吹奏楽団、東京室内歌劇場などで指揮をしたことがある。